# COLORS (久宝留理子のアルバム)
『COLORS』（カラーズ）は、1994年11月2日にEpic/Sony Recordsから発売された久宝留理子の6作目のスタジオ・アルバム。

## 概要
前作『Vocallies』よりおよそ1年ぶりのリリースとなるアルバム。同年2月に発売され、初のベスト・アルバム『rough cut diamond』にも収録されたシングル「薄情」は別音源で収録された。ほか「早くしてよ」「reduce」「さよなら」など4曲のシングルと、「reduce」のカップリング曲「Travellin' Life」はアルバムバージョンで収録されている。久宝は1曲目「いっそ牢屋で眠りたい」を除く全曲で作詞を手掛けている。（うち1曲は作詞・作曲とも）
CD初回生産分はスリーブジャケット仕様。予約特典としてキーホルダーが付属した。ミニディスクも同時発売された。
オリコン・アルバムチャートでは2位を獲得し、16週に亘ってランクインした。
このアルバムは香港でも発売された。

## 収録曲
| 全作詞: 久宝留理子（except #1 作詞：桑村達人）。 |                                           |                                        |            |            |      |
| #                                                | タイトル                                  | 作詞                                   | 作曲       | 編曲       | 時間 |
| 1.                                               | 「いっそ牢屋で眠りたい」                  | 久宝留理子（except #1 作詞：桑村達人） | 桑村達人   | 松本晃彦   | 4:11 |
| 2.                                               | 「reduce」                                | 久宝留理子（except #1 作詞：桑村達人） | 佐々木真里 | 松本晃彦   | 4:50 |
| 3.                                               | 「早くしてよ」                            | 久宝留理子（except #1 作詞：桑村達人） | SORCE      | SORCE      | 3:43 |
| 4.                                               | 「二人だから」                            | 久宝留理子（except #1 作詞：桑村達人） | SORA       | 今泉洋     | 4:11 |
| 5.                                               | 「雨の行方」                              | 久宝留理子（except #1 作詞：桑村達人） | 桑村達人   | 見良津健雄 | 4:53 |
| 6.                                               | 「さよなら」                              | 久宝留理子（except #1 作詞：桑村達人） | 伊秩弘将   | 清水信之   | 4:32 |
| 7.                                               | 「風に乗って」                            | 久宝留理子（except #1 作詞：桑村達人） | 佐々木真里 | 松本晃彦   | 6:14 |
| 8.                                               | 「Travellin' Life」(Album Version)        | 久宝留理子（except #1 作詞：桑村達人） | SORA       | 今泉洋     | 4:40 |
| 9.                                               | 「COLOR 〜キャンディー4兄弟のおはなし〜」 | 久宝留理子（except #1 作詞：桑村達人） | 桑村達人   | 松本晃彦   | 3:58 |
| 10.                                              | 「ニセモノノフコウ」                      | 久宝留理子（except #1 作詞：桑村達人） | 久宝留理子 | 石田長生   | 3:08 |
| 11.                                              | 「薄情」(FUNK STYLE REMIX)                | 久宝留理子（except #1 作詞：桑村達人） | 伊秩弘将   | 松本晃彦   | 5:26 |
| 合計時間:                                        | 合計時間:                                 | 合計時間:                              | 合計時間:  | 49:46      |      |

## 参加ミュージシャン
| いっそ牢屋で眠りたい - Drums：青山純 - E.Bass：美久月千晴 - Guitars：鈴川真樹 - Keyboards：松本晃彦 - A.Piano：中西康晴 - Percussion：中島オバヲ - Synthesizer Operation：大竹徹夫 - Trumpet：荒木敏男 - Trombone：清岡太郎 - A.Sax＆T.Sax：山本拓夫 - Background Vocal：久宝留理子 reduce - Keyboards：松本晃彦 - Synthesizer Operation：大竹徹夫 - E.Bass：美久月千晴 - E.Guitar：是永巧一 - Background Vocal：久宝留理子・佐々木真里 早くしてよ - Synthesizer Operation＆Keyboards：SORCE - Guitars：伊東正 - Sax：関誠一郎 - Background Vocal：久宝留理子 二人だから - Drums：小田原豊 - E.Bass：美久月千晴 - Guitars：今泉洋 - Keyboards：大谷幸 - Synthesizer Operation：北城浩志 - Background Vocal：久宝留理子 雨の行方 - Guitars：角田順 - Keyboards：田中厚 - Synthesizer Operation：迫田到 - Background Vocal：久宝留理子 さよなら - Synthesizer Operation＆Keyboards：清水信之 - Guitars：土方隆行 - Background Vocal：久宝留理子 | 風に乗って - Drums：江口信夫 - E.Bass：有賀啓雄 - A.Guitar：吉川忠英 - Keyboards：松本晃彦 - Synthesizer Operation：大竹徹夫 Travellin' Life（Album Version） - Drums：小田原豊 - E.Bass：美久月千晴 - Guitars：今泉洋 - Keyboards：大谷幸 - Synthesizer Operation：北城浩志 - Percussion：木村誠 - Background Vocal：久宝留理子 COLOR〜キャンディー4兄弟のおはなし〜 - Drums：江口信夫 - E.Bass：美久月千晴 - Guitars：鈴川真樹 - Keyboards：松本晃彦 - Synthesizer Operation：大竹徹夫 - Trumpet：数原晋 - Trombone：清岡太郎 - Sax：Jake H. Conception - Background Vocal：久宝留理子 - Chorus：PKO ニセモノノフコウ - Guitars：石田長生 - E.Bass：藤井裕 - Organ：近藤達郎 - Percussion：ヤヒロトモヒロ - Violin：中井一郎 - Background Vocal：久宝留理子 薄情（FUNK STYLE REMIX） - Keyboards：松本晃彦 - E.Guitar：是永巧一 - Synthesizer Operation：大竹徹夫 - Trumpet：小林正弘 - Trombone：平内保夫 - Sax：小池修 - Background Vocal：久宝留理子 |